# フライング・タイガー・ライン739便失踪事故
フライング・タイガー・ライン739便失踪事故（フライング・タイガー・ライン739びんしっそうじこ、Flying Tigers Line Flight 739）は、1962年にアメリカ本土から南ベトナムに向かっていた旅客機がグアムとフィリピンとの間を飛行中に失踪した航空事故である。機体は発見されなかったため事故原因は不明である。

## 事故の概略
フライング・タイガー・ライン739便（ロッキード・L1049H　スーパーコンステレーション、機体記号：N6921C）は、アメリカ陸軍空輸サービス（MATS）の委託を受けて、南ベトナムのサイゴンに陸軍将兵を送り届ける便であった。
アメリカ合衆国カリフォルニア州にあるトラビス空軍基地を出発した739便には、民間人である乗員11名のほかの乗客は全てジョン・F・ケネディ政権が南ベトナムへの派兵決定を受けて同国に送られるアメリカ軍人であり、アメリカ軍の将兵93名と南ベトナム軍将兵3名が搭乗していた。
経由地であるグアムのアンダーセン空軍基地から、フィリピンのマニラにあるクラーク空軍基地に向けて離陸後、夜間飛行をしていた最中に18,000フィート（5,500メートル）を巡航しているとの交信を最後に失踪した。ただちに大規模な捜索が多くの航空機と船舶を動員して1週間にわたり行われたが、一切の痕跡を発見することが出来なかった。そのため107名全員は死亡したものと判断された。
後にフィリピン東方1,300kmを航行していた船舶の乗組員から、739便がその近辺を飛行していたと思われる3月16日午前0時30分（現地時間）ごろ、何かが空中で爆発し2つの火の玉になって海面に落下していったという証言があった。そのためなんらかの原因で墜落したと推定されたものの、機体の残骸という物証を得られなかったため、事故原因も特定されることはなかった。